# CAN'T BUY MY LOVE
『CAN'T BUY MY LOVE』（キャント・バイ・マイ・ラブ）は、日本のシンガーソングライター・YUIが2007年4月4日にSTUDIOSEVEN Recordingsから発売した2枚目のオリジナルアルバムである。

## 内容
前作『FROM ME TO YOU』から約1年2か月ぶりのオリジナルアルバム。
タイトルは直訳して「私の愛するモノはお金なんかじゃ譲れない」で、これからも愛するモノと関わっていきたいという意味が込められている。
ジャケットが異なる初回生産限定盤と通常盤の2形態で発売され、初回生産限定盤には特典として「feel my soul」「Tomorrow's way」「LIFE」「TOKYO」のミュージック・ビデオを収録したDVDが同梱された。
オリコンチャートデイリー1位、初登場及び2週連続1位を獲得。シングル・アルバム通じて初の首位獲得を果たした。

## 収録曲
| 全作詞: YUI。 |                               |           |             |                 |                      |      |
| #             | タイトル                      | 作詞      | 作曲        | 編曲            | ストリングスアレンジ | 時間 |
| 1.            | 「How crazy」                 | YUI       | YUI         | northa+         |                      | 3:38 |
| 2.            | 「Rolling star」              | YUI       | YUI         | northa+         |                      | 3:08 |
| 3.            | 「It's all right」            | YUI       | YUI         | northa+         |                      | 3:37 |
| 4.            | 「I remember you」            | YUI       | YUI         | northa+         | Ittetsu Gen Strings  | 4:05 |
| 5.            | 「RUIDO」                     | YUI       | Kenji Ogura | Kenji Ogura     |                      | 0:51 |
| 6.            | 「CHE.R.RY」                  | YUI       | YUI         | northa+         |                      | 3:29 |
| 7.            | 「Thank you My teens」        | YUI       | YUI         | SHIGEZO         |                      | 2:57 |
| 8.            | 「Umbrella」                  | YUI       | YUI         | northa+         |                      | 4:16 |
| 9.            | 「Highway chance」            | YUI       | COZZi       | COZZi           |                      | 3:54 |
| 10.           | 「Happy Birthday to you you」 | YUI       | YUI         | northa+         |                      | 4:01 |
| 11.           | 「Winding road」              | YUI       | YUI         | northa+         |                      | 3:39 |
| 12.           | 「Good-bye days」             | YUI       | YUI         | Akihisa Matzura |                      | 4:33 |
| 13.           | 「Why?」                      | YUI       | YUI         | northa+         |                      | 3:13 |
| 合計時間:     | 合計時間:                     | 合計時間: | 合計時間:   | 合計時間:       | 45:21                |      |

### 解説
1. How crazy
今作のリード曲で、自身主演の映画『タイヨウのうた』の影響もあり大きくなった偶像を拭払したい思いと、いつも純情じゃいられないという気持ちを書いた楽曲。シチュエーションとしては、路上で歌っているイメージを思い出しながら歌ったという[1]。
後にベストアルバム『GREEN GARDEN POP』にも収録された。
2. Rolling star
メジャー7thシングルの表題曲。
3. It's all right
良いことばかりは続かないけど、それでも輝く未来を掴もうとする想いの強さを表現したくて書かれた楽曲。なお、YUIによるとサビの歌詞にある「真夏の流星に」が一度書いたら変えられなくなってしまい、春に発表するのに夏を題材にした楽曲になってしまったという[1]。
4. I remember you
メジャー6thシングルの表題曲。
5. RUIDO
タイトルはノイズを意味している[5]。ライブハウスに行きいろんな音楽と触れ合うことによって刺激を受け、コーラを飲んで鼓舞するというYUI自身の日常を切り取った歌詞を乗せたラウドロック調の楽曲。約50秒にカットされた[1][5]。
6. CHE.R.RY
メジャー8thシングルの表題曲。
7. Thank you My teens
10代に対する感謝の気持ちを書いた楽曲[1]。
後に今作を引っ提げて敢行された『YUI 2nd Tour 2007 "Spring & Jump" ～CAN'T BUY MY LOVE～』の映像を収録した1st映像作品のタイトルにも採用された。
8. Umbrella
9. Highway chance
「Rollong star」とは違う表現方法による応援歌を目指して制作された。日々の上手く行かないことを渋滞に、チャンスを掴むことを高速道路に乗る手段に例えて描いている[1]。
10. Happy Birthday to you you
誕生日を祝う楽曲を作りたいという思いと、ロックバンドがディスコの4つ打ちをやるイメージの楽曲が作りたいという思いで制作された[1]。
後にベストアルバム『ORANGE GARDEN POP』や、オムニバスアルバム『しあわせになれるうた』にも収録された。
11. Winding road
YUI曰く「自問自答ソング」。憂鬱で、頑張るためにライブでも観て刺激をもらいたい、けど間に合いそうになくて焦っている感じと、先のことを考えてどうしていいか分からなくて焦っている感じを表現した楽曲[1]。
12. Good-bye days
YUI for 雨音薫名義によるメジャー5thシングルの表題曲。
13. Why?
YUI曰く「今作の最後に収録することで次に繋げたかった」という[1]。

## 参加ミュージシャン
- YUI：Vocal & Chorus (全曲)、Guitar (#1〜4,6,10,11,13)

Support Musician
- northa+：Guitars & Programming (#1〜4,6,8,10,11,13)、Bass (#1,3,8,11,13)
- 小倉健二：Guitar & Bass & Programming (#5)
- COZZi：Guitar & Bass & Programming (#9)
- 近藤ひさし：Guitar (#3,7,8,11)
- 溝下創：Guitar (#7)
- 松浦晃久：Guitars (#12)
- イワイエイキチ：Bass (#2,4)
- 種子田健：Bass (#6,10)
- 中村勝男：Bass (#7)
- 美久月千晴：Bass (#12)
- 佐治宣英：Drums (#1,3,7,11)
- そうる透：Drums (#2,4,6,10)
- 今村舞：Drums (#7)
- あらきゆうこ：Drums (#12)
- クラッシャー木村ストリングス：Strings (#6)
- 小池弘之ストリングス：Strings (#12)

## タイアップ
- テレビ東京系列アニメ『BLEACH』5代目オープニングテーマ (#2)
- KDDI・沖縄セルラー電話『LISMO』2007年2月〜5月度CMソング (#6)
- 松竹配給映画『タイヨウのうた』主題歌 (#12)